# رودني مكراي (كرة سلة)
رودني مكراي (بالإنجليزية: Rodney McCray)‏ مواليد 29 أغسطس 1961 في مونت فيرنون، هو لاعب كرة سلة محترف أمريكي معتزل بدأ مسيرته الاحترافية في سنة 1983 حيث تم اختياره من قبل فريق هيوستن روكتس خلال الدرافت. يبلغ طوله 6 قدم 7 بوصة (2.0 م). اعتزل اللعب في 1993.

## فرق لعب لها
- هيوستن روكتس
- سكرامنتو كينغز
- دالاس مافيريكس
- شيكاغو بولز

## روابط خارجية
- رودني مكراي على موقع إن بي أي (الإنجليزية)
- رودني مكراي على موقع سبورتس رفرنس (الإنجليزية)
- رودني مكراي على موقع كلية كرة السلة في سبورتس رفرنس.كوم (الإنجليزية)
- رودني مكراي على موقع ريلجم (الإنجليزية)
- رودني مكراي على موقع بروبوليرز (الإنجليزية)